# تصلب شرايين دماغي
تصلب الشرايين الدماغي هو نوع من التصلب العصيدي الذي يحدث جراء تراكم للترسبات في الأوعية الدموية في الدماغ. بعض المكونات الرئيسية للترسبات هو النسيج الضام، النسيج خارجي للخلية، بما في ذلك الكولاجين، البروتيوغليكان، الفايبرونيكتين والألياف المرنة؛ الكوليسترول البلوري، استرات الكوليسترول، والدهن الفوسفوري؛ الخلايا مثل الخلايا الأكولة الكبيرة وخلايا التائية وخلايا العضلات الملساء المشتقّة من الخلية الوحيدة. الترسبات التي تتراكم يمكن أن تؤدي إلى مزيد من المضاعفات مثل السكتة الدماغية، بما أن الترسبات تعطل تدفق الدم داخل الشرايين في الدماغ.